# DeMarcus Ware
DeMarcus Omar Ware (* 31. Juli 1982 in Auburn, Alabama) ist ein ehemaliger US-amerikanischer Footballspieler auf der Position des Defensive Ends. Er spielte College Football an der Troy University, bevor er im NFL Draft 2005 an elfter Stelle von den Dallas Cowboys ausgewählt wurde. 2014 wechselte er innerhalb der National Football League (NFL) von den Cowboys zu den Denver Broncos. Er wurde neunmal für den Pro Bowl ausgewählt und führte die NFL nach zwei Spielzeiten in Sacks an.

## Karriere

### College
Ware besuchte die Troy University, wo er zweimal zur All-Sun-Belt-Conference-Auswahl gehörte und als Senior zum Sun Belt Defensive Player of the Year gewählt wurde. 2004 führte er sein Team, mit der Teilnahme am Silicon Valley Football Classic, zum ersten Bowlgame in der Geschichte der Universität.
Er beendete seine College-Karriere mit 27,5 Sacks, 195 Tackles, zehn erzwungenen Fumbles und einer Interception.

### NFL

#### Dallas Cowboys
Die meisten Scouts beurteilten Ware als „DE/OLB Springer“, obwohl er am College nur als Defensive End gespielt hatte. Er galt als idealer Rush-Linebacker in der 3-4-Defense und als früher Zweitrundenpick. Dallas-Cowboys-Besitzer und -General-Manager Jerry Jones entschied Ware als elften Spieler auszuwählen. Damit überstimmte er Head Coach Bill Parcells, der Marcus Spears bevorzugte und welcher letztendlich an 20. Stelle von den Cowboys gedraftet wurde.
Ware war von Beginn an Stammspieler und konnte am dritten Spieltag der Saison 2005 gegen die San Francisco 49ers seinen ersten Sack verbuchen. Er wurde mit 16 Tackles und drei Sacks im Oktober zum Defensive Rookie of the Month gewählt. Am 16. Spieltag gelangen ihm drei Sacks und drei Fumbles gegen die Carolina Panthers, woraufhin er zum NFC Defensive Player of the Week ernannt wurde. Er beendete die Saison mit 47 Tackles, 8 Sacks und 3 erzwungenen Fumbles.
Der Durchbruch gelang ihm 2006, als er 11,5 Sacks, 3 erzwungene Fumbles und 2 defensiv-Touchdowns erzielte,  was ihm seine erste Teilnahme am Pro Bowl einbrachte. 
Ware entwickelte sich somit zu einem der besten 3-4-Outside-Linebacker und es gelang ihm in den Jahren 2008 und 2010 mit 20 bzw. 15,5 Sacks die NFL anzuführen.
Nach neun Spielzeiten wurde Ware am 11. März 2014 von den Cowboys entlassen.

#### Denver Broncos
Am 12. März 2014, einen Tag nach seiner Entlassung, unterschrieb Ware einen Dreijahresvertrag über 30 Millionen US-Dollar bei den Denver Broncos. Die Saison 2014 beendete Ware mit 10 Sacks und einer Interception. Sein Team beendete die Regular Season mit einer Bilanz von 12 Siegen und 4 Niederlagen und unterlag in der Divisional-Round der Play-offs den Indianapolis Colts mit 13:24.
2015 stellten die Broncos die beste Verteidigung der NFL, welche das Team erneut zu zwölf Siegen geführt hatte. Ware trug 7,5 Sacks und 25 Tackles bei und verpasste fünf Spiele verletzungsbedingt. Beim 23:16-Sieg über die Pittsburgh Steelers in der Divisional-Round der Play-offs gelangen ihm drei Tackles und der siegsichernde Sack gegen Ben Roethlisberger. Somit stand Ware zum ersten Mal in seiner Karriere in einem Championship Game. Im AFC Championship Game gegen die New England Patriots setzte die Defensive der Broncos Patriots-Quarterback Tom Brady ständig unter Druck und traf ihn insgesamt 27-mal, was den Schlüssel zum 20:18-Erfolg darstellte. Auch in Super Bowl 50 machte die Defensive der Broncos den Unterschied aus, als allein Ware und Von Miller den Quarterback der Carolina Panthers, Cam Newton, 4,5-mal sackten. Die Broncos gewannen 24:10 und Ware in seiner elften Saison seinen ersten Super-Bowl-Ring.
Vor der Saison 2016 einigte er sich mit den Broncos auf eine Umstrukturierung seines Vertrages, der seiner zukünftigen Rolle, in der er aus Altersgründen hauptsächlich beim Third Down eingesetzt werden soll, eher gerecht wird.
Am 13. März 2017 verkündete Ware sein Karriereende. 2023 wurde er in die Pro Football Hall of Fame aufgenommen.

## Statistiken
| Season | Season         | Season | Season      | Tackling | Tackling | Tackling | Tackling | Interceptions | Interceptions | Interceptions | Interceptions | Interceptions | Fumbles | Fumbles | Fumbles | Fumbles | Fumbles |
| Jahr   | Team           | Spiele | als Starter | Tackles  | Solo     | Assist   | Sack     | Interceptions | Yards         | TD            | Längste       | PD            | FF      | FR      | Yds     | TD      |         |
| ------ | -------------- | ------ | ----------- | -------- | -------- | -------- | -------- | ------------- | ------------- | ------------- | ------------- | ------------- | ------- | ------- | ------- | ------- | ------- |
| 2005   | Dallas Cowboys | 16     | 16          | 58       | 47       | 11       | 8.0      | 0             | 0             | 0             | 0             | 1             | 3       | 0       | 0       | 0       |         |
| 2006   | Dallas Cowboys | 16     | 16          | 74       | 59       | 15       | 11.5     | 1             | 41            | 1             | 41            | 5             | 5       | 1       | 69      | 1       |         |
| 2007   | Dallas Cowboys | 16     | 16          | 84       | 60       | 24       | 14.0     | 0             | 0             | 0             | 0             | 4             | 4       | 0       | 0       | 0       |         |
| 2008   | Dallas Cowboys | 16     | 16          | 84       | 69       | 15       | 20.0     | 0             | 0             | 0             | 0             | 2             | 6       | 1       | 0       | 0       |         |
| 2009   | Dallas Cowboys | 16     | 15          | 57       | 45       | 12       | 11.0     | 0             | 0             | 0             | 0             | 6             | 5       | 0       | 0       | 0       |         |
| 2010   | Dallas Cowboys | 16     | 16          | 66       | 56       | 10       | 15.5     | 0             | 0             | 0             | 0             | 1             | 2       | 2       | 22      | 1       |         |
| 2011   | Dallas Cowboys | 16     | 16          | 58       | 48       | 10       | 19.5     | 0             | 0             | 0             | 0             | 2             | 2       | 1       | 0       | 0       |         |
| 2012   | Dallas Cowboys | 16     | 16          | 56       | 33       | 23       | 11.5     | 0             | 0             | 0             | 0             | 0             | 5       | 1       | 0       | 0       |         |
| 2013   | Dallas Cowboys | 13     | 13          | 40       | 28       | 12       | 6.0      | 1             | 0             | 0             | 0             | 2             | 0       | 1       | 0       | 0       |         |
| 2014   | Denver Broncos | 16     | 15          | 40       | 33       | 7        | 10.0     | 1             | 3             | 0             | 3             | 1             | 2       | 0       | 0       | 0       |         |
| 2015   | Denver Broncos | 11     | 10          | 25       | 17       | 8        | 7.5      | 0             | 0             | 0             | 0             | 0             | 1       | 1       | 0       | 0       |         |
| 2016   | Denver Broncos | 10     | 8           | 15       | 9        | 6        | 4.0      | 0             | 0             | 0             | 0             | 1             | 0       | 0       | 0       | 0       |         |
| Career | Total          | 178    | 173         | 654      | 501      | 153      | 138.5    | 3             | 44            | 1             | 41            | 26            | 35      | 8       | 91      | 2       |         |

## Teilnahme beiThe Masked Singer
Im April 2024 nahm Ware als Koala an der elften Staffel der US-amerikanischen Version von The Masked Singer teil, in der er den zehnten Platz erreichte. In der zwölften Staffel präsentierte er mehrere Hinweise zur Identität des Kandidaten Leaf Sheep (John Elway).